# Al-Bab
Al-Bab (en árabe: الباب, al-Bab) es una ciudad de Siria, administrativamente pertenece a la Gobernación de Alepo. Al Bab está situado a 40 kilómetros al noreste de Alepo, tiene una superficie de 30 kilómetros cuadrados y se encuentra a una altitud de 471 metros sobre el nivel del mar, su población era de 144.705 en el año 2007, considerándose que es la octava ciudad más grande de Siria. La mayoría de la población de la ciudad es musulmana sunita.

## Historia
Al-Bab fue conquistado por el ejército árabe del Califato Rashidun bajo el gobierno del califa Umar ibn al-Jattab en el siglo VII. Recibió su nombre, que significa "la Puerta", durante el dominio islámico, ya que sirvió como "la puerta" entre Alepo y la ciudad adyacente de Buza'ah.

## Guerra Civil Siria
Al-Bab no estuvo tan inmersa en la Guerra Civil Siria hasta 2012, cuando se produjeron enfrentamientos importantes entre el gobierno y los rebeldes, estos últimos consiguieron controlar la totalidad de la ciudad ese mismo año.
Sin embargo, en noviembre de 2013, el Estado Islámico de Irak y el Levante, tras una serie de luchas, consiguió poseer la totalidad de la ciudad. En noviembre de 2016 comenzó una batalla por el control de la ciudad entre los rebeldes, apoyados por el Gobierno turco, y el Estado Islámico (EI), que finalmente acabó con la victoria de los rebeldes sirios contra el Estado Islámico el 23 de febrero de 2017, tras tres meses de luchas.